# Farthinder

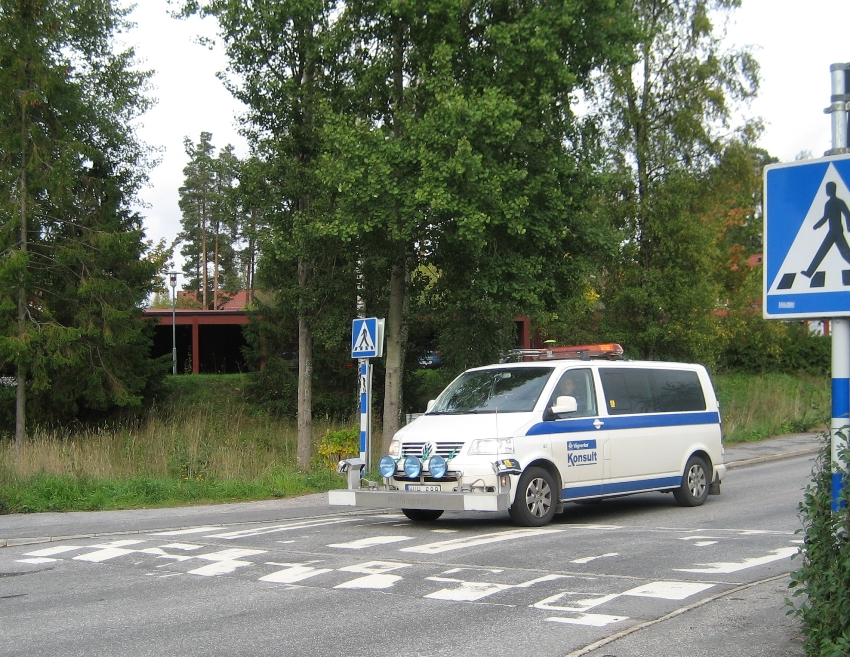
Fartdämpande vägbula i Täby.

Farthinder är ett trafikhinder som sätts upp för att sänka trafikens hastighet på ställen där hög hastighet kan leda till mycket olyckor. Farthinder kan bestå av så kallade fartgupp i gatan. Andra former av farthinder inkluderar att låta trafiken köra en slalomsväng mellan hinder, samt förträngningar som gör det svårt att möta andra fordon. På engelska kallas farthinder Traffic Calming Devices.

## Fartgupp

Varning för fartgupp, svensk version

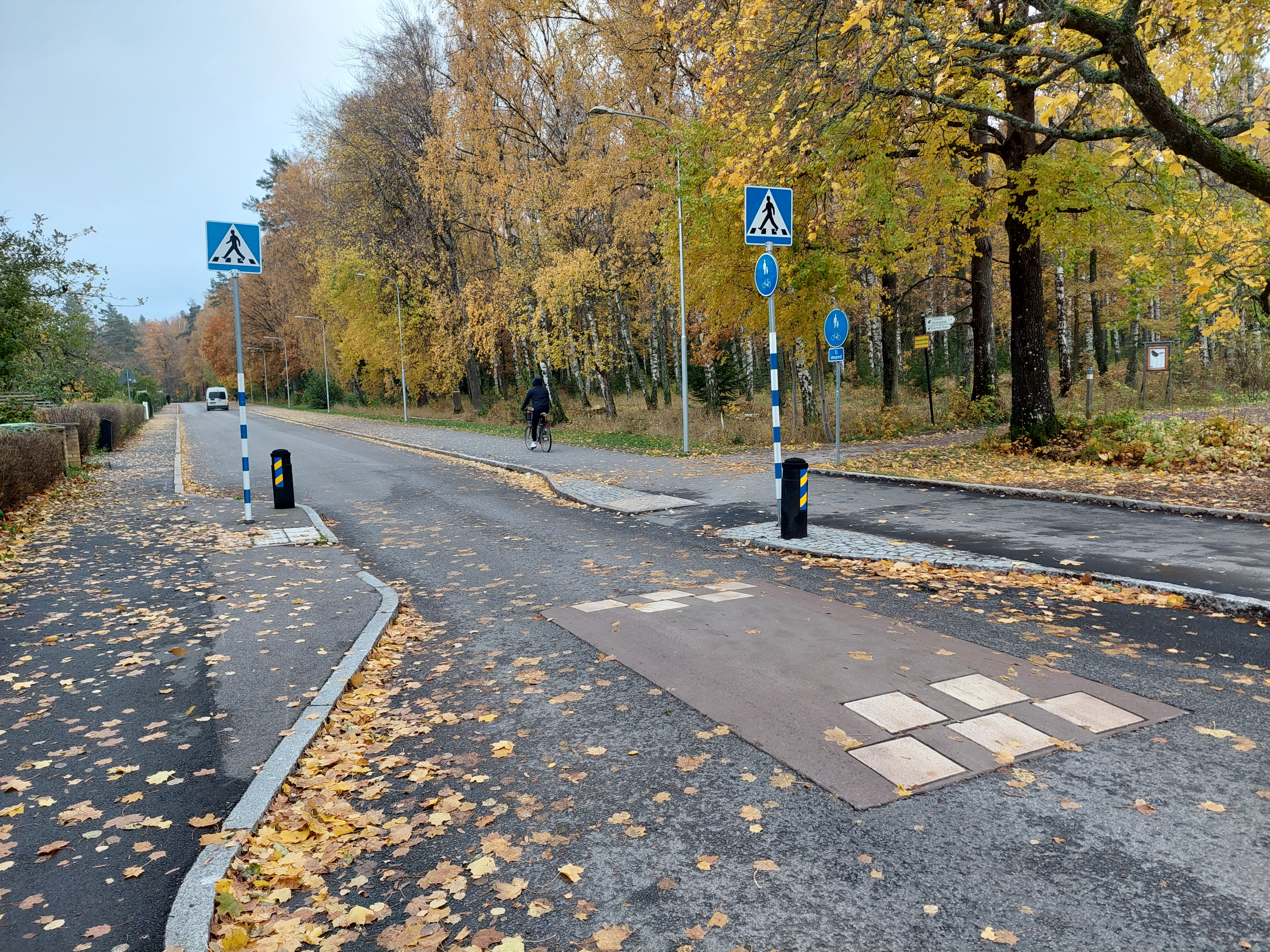
Busskudde är en smal vägbula, som bussar kan grensla.

Fartgupp, (fartsänkningsgupp, vägbula, hump, bump), är en typ av farthinder som byggts på en del vägar i vissa tätorter. De finns i åtskilliga länder. Fartgupp är en större förhöjning eller gupp som är formad som en "puckel" på vägen. "Bumps" är korta, max ca 1 m. Humps är ofta ca 4 m långa. Det finns många slanguttryck för dem i olika länder. I bland annat Storbritannien förekommer sleeping policeman, dvs sovande polis.
Syftet med fartgupp är att få motorfordonstrafiken att sänka farten och därigenom minska riskerna för till exempel dem som korsar vägen till fots eller på cykel. Fartgupp måste medföra så pass stor ojämnhet att fordonsförare som kör i hög fart känner obehag. Vid färd i låg fart ger rimligt utformade gupp endast måttligt obehagliga helkroppsvibrationer. Om guppet är alltför "elakt" kan det ge så kraftiga "guppstötar" att både fordon och dess förare/passagerare kan skadas. Även om guppet utformats och byggts korrekt, kan det med tiden slitas och deformeras så att det blir elakt. Fartguppets skick kan laserskannas med en profilograf mätbil.
Arbetsmiljöverket har i Sverige förbjudit bussar i linjetrafik på gator med många och "elaka" fartgupp, med hänsyn till bussförarnas hälsa. Hälsorisken från guppstötar kan mätas med hjälp av svensk (och internationell) standard SS-ISO 2631-5 (2004). Det finns många individer som är särskilt stötkänsliga; de kan uppleva svår smärta eller till och med skadas svårt av mycket låga färdvibrationer. Exempel finns bland gravida kvinnor och deras foster, ambulanspatienter och färdtjänstresenärer med t.ex. benskörhet.
Det finns ett särskilt vägmärke, i form av en stiliserad vägbula, som ska användas för att varna om fartgupp. Märket infördes i Sverige 2007, men har funnits länge i en del andra länder.

## Dynamiska farthinder
En nyare variant av farthinder är dynamiska farthinder. Dessa finns i två varianter, passiva och aktiva. Ett aktivt dynamiskt farthinder aktiveras om ett fordon kör för fort. På så sätt kan de fordon som följer hastighetsbegränsningen passera utan att märka av farthindret. De passivt dynamiska farthindret låter tunga fordon passera obemärkt, medan lättare fordon upplever det som ett vanligt farthinder.